# Noteć
Noteć (nje.: Netze, lat.: Natissis) je rijeka u Poljskoj desni pritok rijeke Warte u srednjem dijelu Poljske. Rijeka je duga 391,3 km a povrišina porječja je 17.330 km².
Jedna od pritoka rijeke Noteć je Drawa.